# ボーイズ&ガールズ (ASIAN KUNG-FU GENERATIONの曲)
「ボーイズ&ガールズ」（ボーイズアンドガールズ）はASIAN KUNG-FU GENERATIONの25枚目のシングルで、2018年9月26日にKi/oon Musicより発売された。
通常盤と初回限定盤の2形態。ミュージックビデオは発売日の2018年9月26日にYouTubeで公開された。

## 収録曲
| 全作詞: Gotch（後藤正文）、全編曲: ASIAN KUNG-FU GENERATION。 |                       |                   |                   |                                        |      |
| #                                                             | タイトル              | 作詞              | 作曲              | 備考                                   | 時間 |
| 1.                                                            | 「ボーイズ&ガールズ」 | Gotch（後藤正文） | Gotch（後藤正文） | MVでは、女優の萩原みのりが起用された。 | 4:38 |
| 2.                                                            | 「祝日」              | Gotch（後藤正文） | 山田貴洋          |                                        | 3:08 |
| 合計時間:                                                     | 合計時間:             | 合計時間:         | 合計時間:         | 7:46                                   |      |

### 初回盤限定DVD
ASIAN KUNG-FU GENERATION America Tour Documentary Pt.1(Tokyo to Los Angeles) を収録。